# Ficus hesperia
Ficus hesperia är en mullbärsväxtart som beskrevs av Edred John Henry Corner. Ficus hesperia ingår i släktet fikonsläktet, och familjen mullbärsväxter. Inga underarter finns listade i Catalogue of Life.